# 笑傲江湖 (1978年电影)
《笑傲江湖》（英語：[The Proud Youth] 错误：{{Lang}}：文本有斜体标记（帮助）），為1978年香港邵氏公司出品，孫仲執導的電影。改編自金庸同名武俠小說《笑傲江湖》。

## 劇情簡介
華山派大弟子令狐沖，在偶然聽聞一個奇異的旋律後，遂隨聲探查，竟發現衡山派劉正風與魔教長老曲洋合奏「笑傲江湖」，兩人知令狐沖能辨善惡是非後，遂決定將琴譜託付於他，祈求他能找出一個懂音律的人來繼承此琴譜，之後劉正風與曲洋互擊雙亡。
後來，令狐沖找尋到懂音律的人，竟是魔教教主任我行之女任盈盈，於是將琴譜交付於她，誰知卻因此間接被逐出華山派。
在令狐沖被逐出華山派之後，日月神教再起波瀾，而五嶽劍派推舉新盟主前，又發生了離奇的連環殺人事件，究竟最後真相如何？

## 國語版的改編
因為電影發行當時，台灣仍處在戒嚴時期，而金庸所著之各類原始作品皆被政府列為禁制項目，僅有部分改編的作品允許上市，是故此影片在國語版除了角色的大幅改名外，就連典籍物品的名稱，也都做了微調，包含「葵花寶典」易名為「櫻花寶典」、「笑傲江湖」易名為「空谷絕響」等。
但在令狐沖對任我行拿出護法令牌時，影片中顯示的名稱仍是原版的「向問天」，而非國語版配音的「史行俠」。

## 人物角色
| 原著角色 | 影片角色 | 演員   | 備註                         |
| -------- | -------- | ------ | ---------------------------- |
| 令狐沖   | 南宮松   | 汪禹   | 華山派弟子，駱超俊之徒       |
| 任盈盈   | 白鶯鶯   | 施思   | 白經天之女                   |
| 岳不群   | 駱超俊   | 馮淬帆 | 華山派掌門                   |
| 田伯光   | 郝傑英   | 陳惠敏 |                              |
| 任我行   | 白經天   | 谷峰   | 朝陽神教前任教主，白鶯鶯之父 |
| 向問天   | 史行俠   | 王鍾   | 朝陽神教陰陽護法             |
| 寧中則   | 守義     | 劉慧玲 | 駱超俊妻                     |
| 岳靈珊   | 駱穎芝   | 莊莉   | 駱超俊之女                   |
| 藍鳳凰   | 藍鳳凰   | 尤翠玲 | 五毒教主                     |
| 左冷禪   | 冷若俊   | 井淼   | 嵩山派掌門，五嶽劍派盟主     |
| 莫大     | 並濟     | 楊志卿 | 衡山派掌門                   |
| 天門道人 | 至善道長 | 詹森   | 泰山派掌門                   |
| 定閒師太 | 一心師太 | 夏萍   | 恆山派掌門                   |
| 東方不敗 | 司馬無忌 | 田青   | 朝陽神教教主                 |
| 劉正風   | 石中英   | 凌雲   | 衡山派弟子，莫大師弟         |
| 曲洋     | 高運     | 于榮   | 朝陽神教護法長老             |
| 綠竹翁   | 翠林翁   | 王清河 |                              |
| 勞德諾   | 勞德諾   | 吳杭生 | 華山派弟子                   |
| 儀琳     | 慧直     | 陳維英 | 恆山派弟子                   |
|          |          | 丁櫻   | 石中英妻                     |
|          |          | 王憾塵 | 少林派掌門                   |
|          | 慧心     | 洪玲玲 | 恆山派弟子                   |
|          |          | 錢月笙 | 梅莊四友                     |
|          |          | 鄧德祥 | 梅莊四友                     |
|          |          | 徐忠信 | 梅莊四友                     |
|          |          | 元華   | 梅莊四友                     |
|          |          | 曾楚霖 | 客店夥計                     |
|          |          | 元彬   | 朝陽神教徒                   |
|          |          | 黃志明 | 朝陽神教徒                   |
|          |          | 徐蝦   | 朝陽神教徒                   |
|          |          | 黃培基 | 朝陽神教徒                   |
|          |          | 蕭玉龍 | 華山派弟子                   |
|          |          | 周堅平 | 華山派弟子                   |
|          |          | 劉晃世 | 華山派弟子                   |
|          |          | 夏國榮 | 華山派弟子                   |
|          |          | 羅強   | 嵩山派弟子                   |
|          |          | 江全   | 嵩山派弟子                   |
|          |          | 黎友興 | 泰山派弟子                   |
|          |          | 黃志強 |                              |
|          |          | 袁祥仁 |                              |
|          |          | 袁信義 |                              |
|          |          | 金天柱 | 五嶽劍派弟子                 |

## 其他製作人員
- 出品人：
- 執行製片：陳炎權
- 助導：閔敏
- 武術指導：唐佳、黃培基
- 劇務：黃漢忠
- 場記：洪明輝
- 燈光：陳芬
- 道具：黎沃
- 化妝：吳緒清
- 梳妝：彭雁聯
- 服裝：劉季友
- 錄音：王永華
- 置景：陳景森
- 作曲：王福齡

## 外部連結
- 香港影庫上《笑傲江湖》的資料（繁體中文）
- 时光网上《笑傲江湖》的資料（简体中文）
- 豆瓣电影上《笑傲江湖》的資料 （简体中文）
- 互联网电影数据库（IMDb）上《笑傲江湖》的资料（英文）

1. ↑  王怡仁. . 金庸圖書館 (遠流出版社). 2002年3月1日  [2015年4月6日]. （原始内容存档于2021年1月11日）.